# Chiloschista segawae
Chiloschista segawae är en orkidéart som först beskrevs av Genkei Masamune, och fick sitt nu gällande namn av Genkei Masamune och Noriaki Fukuyama. Chiloschista segawae ingår i släktet Chiloschista och familjen orkidéer. Inga underarter finns listade i Catalogue of Life.